# Tatjana Böhm
Tatjana Böhm, née le 14 novembre 1954 est une ancienne femme politique est-allemande. Elle a été ministre sans portefeuille en 1990 dans le cabinet Modrow.

## Annexe